# Стандартна чжуанська мова

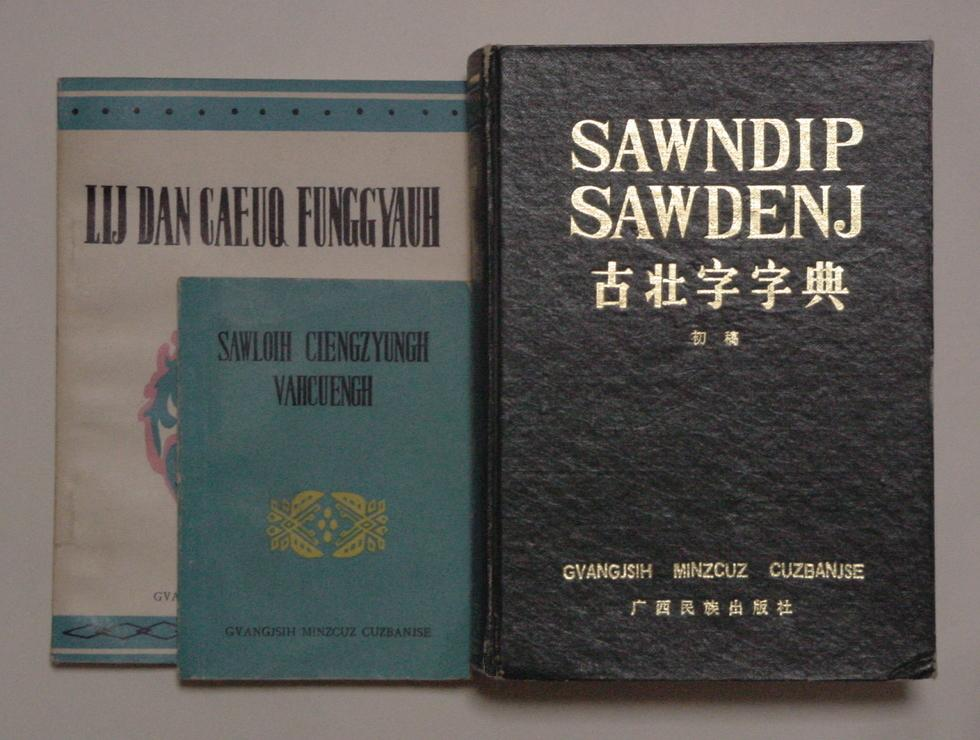
Книги літературною чжуанською мовою

Стандартизована чжуанська мова (самоназва: Vahcuengh (до 1982 — Vaƅcueŋƅ); чжуанське письмо: 话壮; кит. трад. 壯語, спр. 壮语, піньїнь: Zhuàngyǔ, акад. чжуан'юй) — офіційна стандартизована форма чжуанської мови.
Вимова цієї мови ґрунтується на діалекті повіту Умін (Гуансі-Чжуанський автономний район), а також з незначним фулянським впливом; лексика містить багато північночжуанських слів.
Незважаючи на те, що стандартизована чжуанська мова є офіційним ідіомом, в Юньнані є власний стандартизований говір.

## Фонологія
У стандартній чжуанській мові 6 тонів, а в закритому складі їх число скорочується до двох: вони позначені цифрами «7» і «8».
| Номер      | Літера                    | Контур | Опис              | Приклад  | Переклад              |
| ---------- | ------------------------- | ------ | ----------------- | -------- | --------------------- |
| 1          | (немає)                   | ˨˦     | висхідний         | son      | вчити                 |
| 2          | -z                        | ˧˩     | низький спадний   | mwngz    | ти                    |
| 3          | -j                        | ˥      | високий рівний    | hwnj     | підніматися (сходами) |
| 4          | -x                        | ˦˨     | падаючий          | max      | кінь                  |
| 5          | -q                        | ˧˥     | високий висхідний | gvaq     | перетинати            |
| 6          | -h                        | ˧      | середній          | dah      | ріка                  |
| 7 довгий   | довгий голосний + p/t/k   | ˧˥     | високий висхідний | bak      | рот                   |
| 7 короткий | короткий голосний + p/t/k | ˥      | високий           | daep     | печінка               |
| 8          | -b/g/d                    | ˧      | середній          | bag daeb | добуватися складати   |

Для запам'ятовування використовується мнемонічна фраза Son mwngz hwnj max gvaq dah («Навчу тебе сідати на коня, щоб перетнути річку»).

## Класифікація
Стандартизована чжуанська мова — це штучна суміш чжуанських діалектів. Лексика має переважно північні одиниці; фонетично мова заснована переважно на діалекті Шуанцзао, з додаванням складів ny, ei, ou з говірки Фуляну (обидва населені пункти знаходяться в Уміні). Кілька вчених, включно з Чжан, вважають, що говірка Шуанцзао належать до північно-тайської мовної підгрупи, а Піттаяпорн (Pittayaporn) поміщає цей ідіом поза північно-тайською підгрупою, хоча й твердить про їх спорідненість. Цей говір був узятий за основу в 1950-х тому, що він, бувши північночжуанським, поєднує в собі також характеристики південночжуанських говорів.

## Використання
Стандартна чжуанська мова використовується там, де зазвичай чжуанською не говорили і не писали, наприклад, у новинних передачах і газетах. За її допомогою записують історії та сучасні пісні, проте традиційні фольклорні пісні записуються чжуанським письмом. Стандартна чжуанська — одна з офіційних мов Китаю: вона є на банкнотах, всі китайські закони повинні перекладатися нею, вона використовується на двомовних покажчиках. Також використовується для навчання дорослих грамоти, але її майже не вивчають у початкових і середніх школах.

## Відмінності від діалекту Уміна
| Стандартна чжуанська | МФА   | Умин  | МФА  | Переклад |
| gyaeuj               | kʲau˥ | raeuj | ɣau˥ | голова   |
| da                   | ta˨˦  | ra    | ɣa˨˦ | око      |
| ga                   | ɡa˨˦  | ha    | ha˨˦ | нога     |

## Писемність

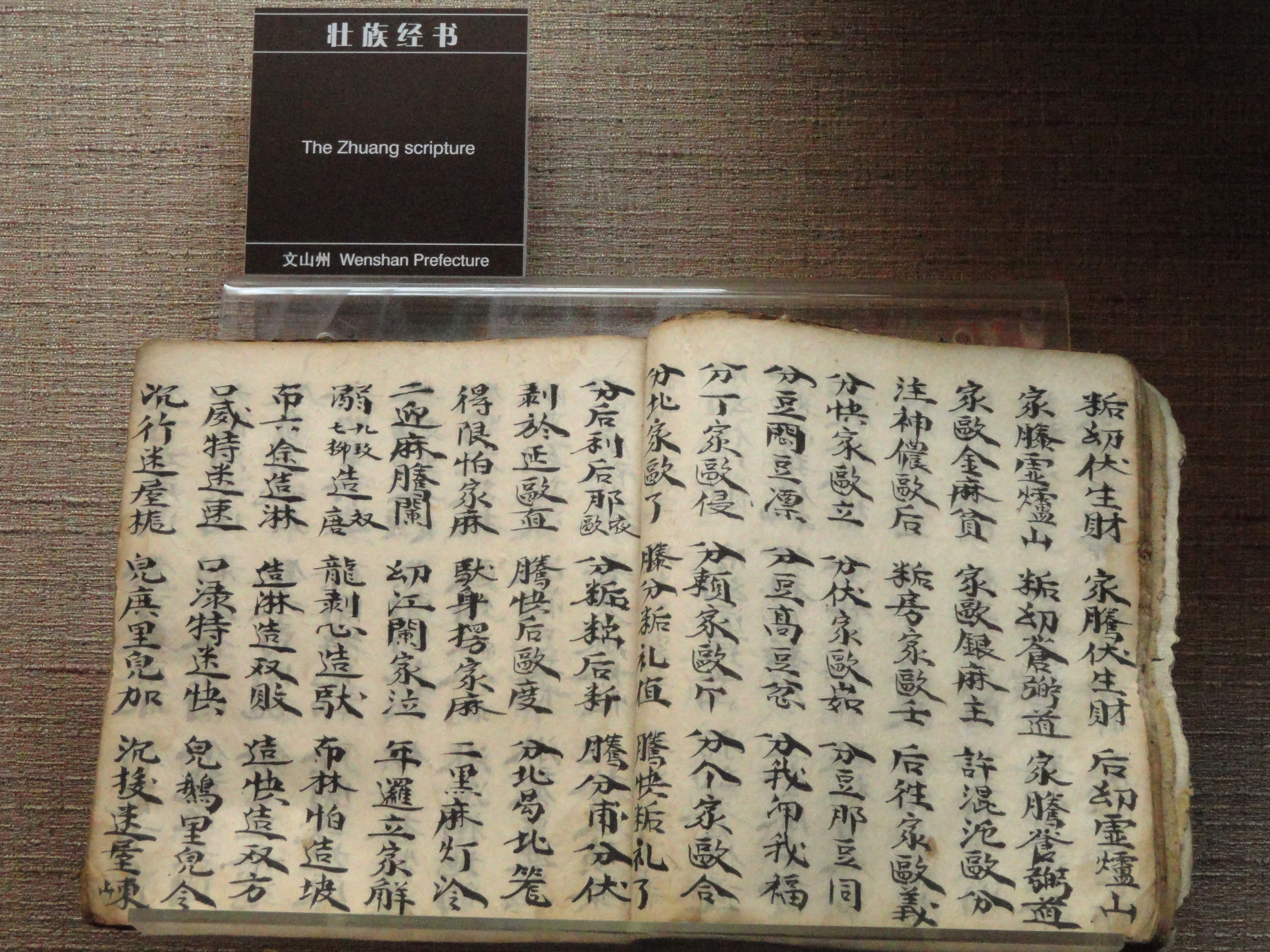
Манускрипт, написаний чжуанським письмом

### Алфавіт 1952 року
Перший чжуанський алфавіт був створений у 1952 році. Він включав 26 букв стандартного латинського алфавіту.
Ініціалі:
| Літера | МФА  | Літера | МФА  | Літера | МФА  | Літера | МФА  |
| ------ | ---- | ------ | ---- | ------ | ---- | ------ | ---- |
| p      | [p]  | v      | [v]  | ts     | [ts] | gv     | [gv] |
| pj     | [pj] | t      | [t]  | s      | [s]  | g      | [ŋ]  |
| b      | [ʔb] | d      | [ʔd] | j      | [j]  | gn     | [ɳ]  |
| m      | [m]  | n      | [n]  | kv     | [kv] | h      | [h]  |
| mj     | [mj] | l      | [l]  | k      | [k]  |        |      |
| f      | [f]  | r      | [ɣ]  | kj     | [kj] |        |      |

Фіналі:
| Буква | МФА   | Буква | МФА   | Буква | МФА   | Буква | МФА   | Буква | МФА   |
| ----- | ----- | ----- | ----- | ----- | ----- | ----- | ----- | ----- | ----- |
| a     | [a]   | iiu   | [iːu] | een   | [eːn] | oog   | [oːg] | up    | [up]  |
| e     | [e]   | iu    | [iu]  | iin   | [iːn] | og    | [og]  | aat   | [aːt] |
| i     | [i]   | ou    | [ou]  | in    | [in]  | uug   | [uːg] | at    | [at]  |
| o     | [o]   | aw    | [aɯ]  | oon   | [oːn] | ug    | [ug]  | eet   | [eːt] |
| u     | [u]   | aam   | [aːm] | on    | [on]  | wwg   | [ɯːɡ] | iit   | [iːt] |
| w     | [ɯ]   | am    | [am]  | uun   | [uːn] | wg    | [ɯɡ]  | it    | [it]  |
| aai   | [aːi] | eem   | [eːm] | un    | [un]  | aap   | [aːp] | oot   | [oːt] |
| ai    | [ai]  | iim   | [iːm] | wwn   | [ɯːn] | ap    | [ap]  | ot    | [ot]  |
| ei    | [ei]  | im    | [im]  | wl    | [ɯl]  | eep   | [eːp] | uut   | [uːt] |
| oi    | [oi]  | oom   | [oːm] | aag   | [aːg] | ep    | [ep]  | ut    | [ut]  |
| ui    | [ui]  | om    | [om]  | ag    | [ag]  | iip   | [iːp] | wwt   | [ɯːt] |
| wi    | [ɯi]  | uum   | [uːm] | eeg   | [eːg] | ip    | [ip]  | wt    | [ɯt]  |
| aau   | [aːu] | um    | [um]  | eg    | [eg]  | oop   | [oːp] |       |       |
| au    | [au]  | aan   | [aːn] | iig   | [iːg] | op    | [op]  |       |       |
| eu    | [eu]  | an    | [an]  | ig    | [ig]  | uup   | [uːp] |       |       |

Тони позначалися літерами c (низький висхідний і низький висхідний[прояснити]), q (середній рівний), x (низький низхідно-висхідний), y (високий низхідний), z (низький низхідний). Високий висхідний і високий рівний тони на письмі не позначалися.

### Алфавіти 1957 і 1982 років
У 1957 році в КНР для стандартизованої чжуанської мови запропонували використовувати модифікований латинський алфавіт з додаванням змінених кириличних букв і символів МФА; кириличні літери були використані через те, що їх форми нагадували цифри, які використовувалися для позначення тонів, тобто, без зв'язку з їх справжньою вимовою. Реформа 1982 року була спрямована на заміну кирилиці і символів МФА латиницею, для більшої легкості друку.
Алфавіт 1957 року: Aa, Bb, Ƃƃ, Cc, Dd, Ƌƌ, Əə, Ee, Ff, Gg, Hh, Ii, Kk, Ll, Mm, Nn, Ŋŋ, Oo, Өө, Pp, Rr, Ss, Tt, Uu, Ɯɯ, Vv, Yy, Ƨƨ, Зз, Чч, Ƽƽ, Ƅƅ.
| 1957  | 1982  | МФА  | 1957  | 1982  | МФА  | 1957  | 1982  | МФА  | 1957  | 1982    |    | 1957 | 1982 | МФА |
| ----- | ----- | ---- | ----- | ----- | ---- | ----- | ----- | ---- | ----- | ------- | -- | ---- | ---- | --- |
| B b   | B b   | p    | Ƃ ƃ   | Mb mb | ɓ    | M m   | M m   | m    | F f   | F f     | f  | V v  | V v  | β   |
| D d   | D d   | t    | Ƌ ƌ   | Nd nd | ɗ    | N n   | N n   | n    | S s   | S s     | θ  | L l  | L l  | l   |
| G g   | G g   | k    | Gv gv | Gv gv | kʷ   | Ŋ ŋ   | Ng ng | ŋ    | H h   | H h     | h  | R r  | R r  | ɣ   |
| C c   | C c   | ɕ    | Y y   | Y y   | j    | Ny ny | Ny ny | ɲ    | Ŋv ŋv | Ngv ngv | ŋʷ |      |      |     |
| By by | By by | /pʲ/ | Gy gy | Gy gy | /kʲ/ | My my | My my | /mʲ/ |       |         |    |      |      |     |

| 1957 | 1982 | МФА | 1957 | 1982  | МФА | 1957 | 1982  | МФА |
| ---- | ---- | --- | ---- | ----- | --- | ---- | ----- | --- |
| A a  | A a  | aː  | E e  | E e   | e   | Ə ə  | AE ae | a   |
| I i  | I i  | i   | O o  | O o   | oː  | Ɯ ɯ  | W w   | ɯ   |
| U u  | U u  | u   | Ɵ ɵ  | OE oe | o   |      |       |     |

| Тон | 1957              | 1982              | Контур тона | МФА |
| --- | ----------------- | ----------------- | ----------- | --- |
| 1   | (не позначається) | (не позначається) | 24          | ˨˦  |
| 2   | Ƨ ƨ               | Z z               | 31          | ˧˩  |
| 3   | З з               | J j               | 55          | ˥   |
| 4   | Ч ч               | X x               | 42          | ˦˨  |
| 5   | Ƽ ƽ               | Q q               | 35          | ˧˥  |
| 6   | Ƅ ƅ               | H h               | 33          | ˧   |

Літери p, t, k використовуються замість b, d, g в кінці складів з 7-м тоном.
Старочжуанське письмо зміненими китайськими ієрогліфами було схоже на в'єтнамське тьи-ном. Деякі знаки чжуанського письма були запозичені з китайської, а інші створені на місці з окремих компонентів. Чжуанське письмо використовувалося для запису чжуанських діалектів більше тисячі років і, на відміну від ханьцзи, ніколи не стандартизувалось, автори могли вибирати різні варіанти написання одного й того ж слова. Стандартна чжуанська може бути записана чжуанським письмом, але офіційно використовується тільки латиниця.

## Приклад тексту
Перша стаття Загальної декларації прав людини.
| Латинка | Латинка | |
| 1957 | 1982 | Переклад |
| --- | --- | --- |
| Bouч bouч ma dəŋƨ laзƃɯn couƅ miƨ cɯyouƨ, cinƅyenƨ cəuƽ genƨli bouчbouч biŋƨdəŋз. Gyɵŋƽ vunƨ miƨ liзsiŋ cəuƽ lieŋƨsim, ɯŋdaŋ daiƅ gyɵŋƽ de lumз beiчnueŋч ityieŋƅ. | Boux boux ma daengz lajmbwn couh miz cwyouz, cinhyenz caeuq genzli bouxboux bingzdaengj. Gyoengq vunz miz lijsing caeuq liengzsim, wngdang daih gyoengq de lumj beixnuengx ityiengh. | Всі люди народжуються вільними і рівними у своїй гідності та правах. Вони наділені розумом і совістю і повинні діяти у відношенні один до одного в дусі братерства. |

|                  |
| Чжуанське письмо |
|                  |